# آنا کاراس
آنا کاراس (مجاری: Kárász Anna؛ زادهٔ ۲۰ سپتامبر ۱۹۹۱) قایقران کانو اهل مجارستان است.
وی در مسابقات کشوری و بین‌المللی در مجموع برندهٔ ۱۱ مدال طلا، ۶ مدال نقره، ۱ مدال برنز شده‌است.